# كاريبديس

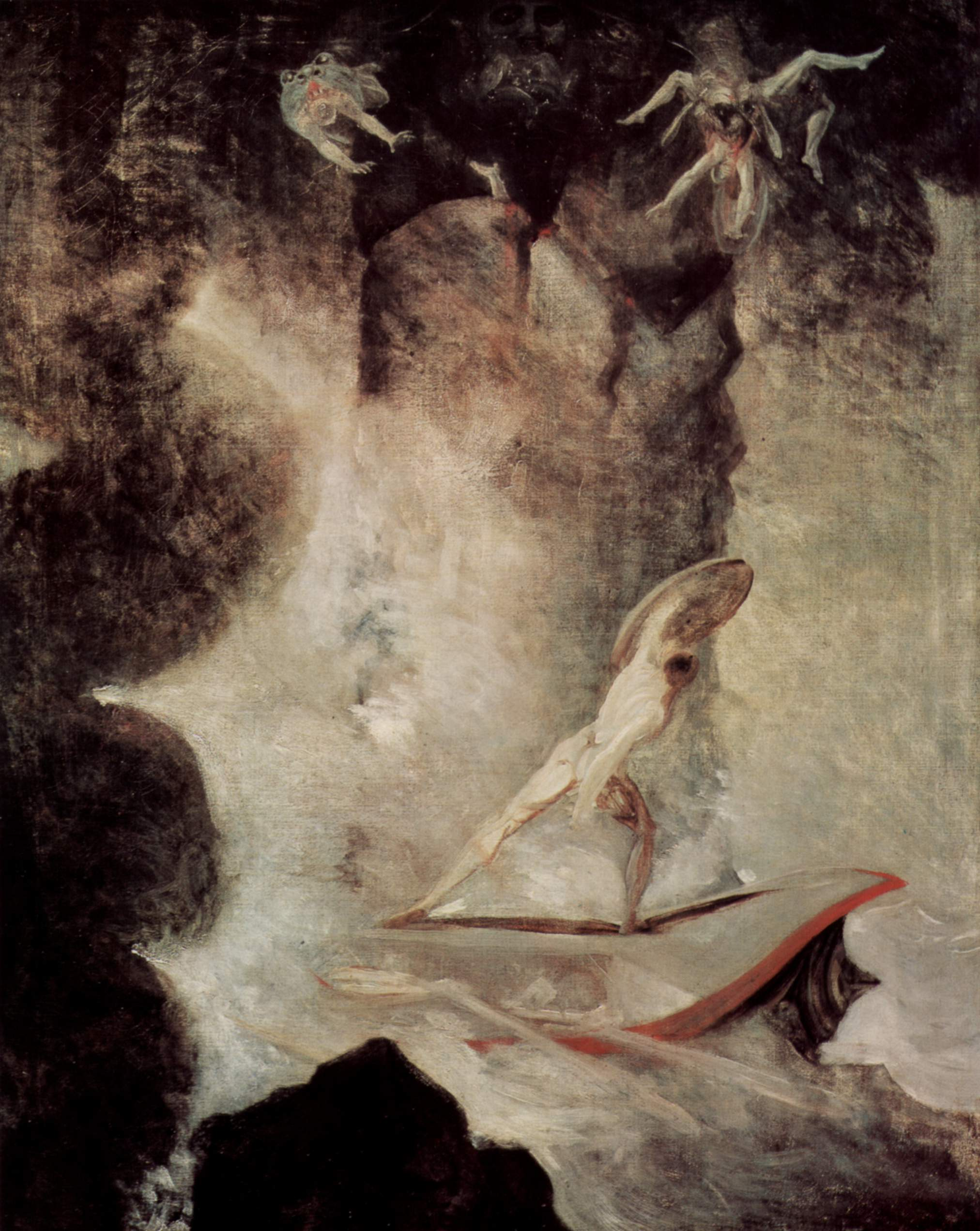

كاريبديس (بالإنجليزية: Charybdis)‏ هي وحش أسطوري من ملحمة الأوديسة التي كتبها الشاعر الإغريقي هوميروس إبان القرن 8 قبل الميلاد،
وهي من تمتص مياه البحر ثم تلفظها بقوة عاتية تجعل الاقتراب منها ضرباً من الانتحار. وقد كلفت أوديسيوس في الملحمة الكثير من رجاله.